# Liliana Rodrigues

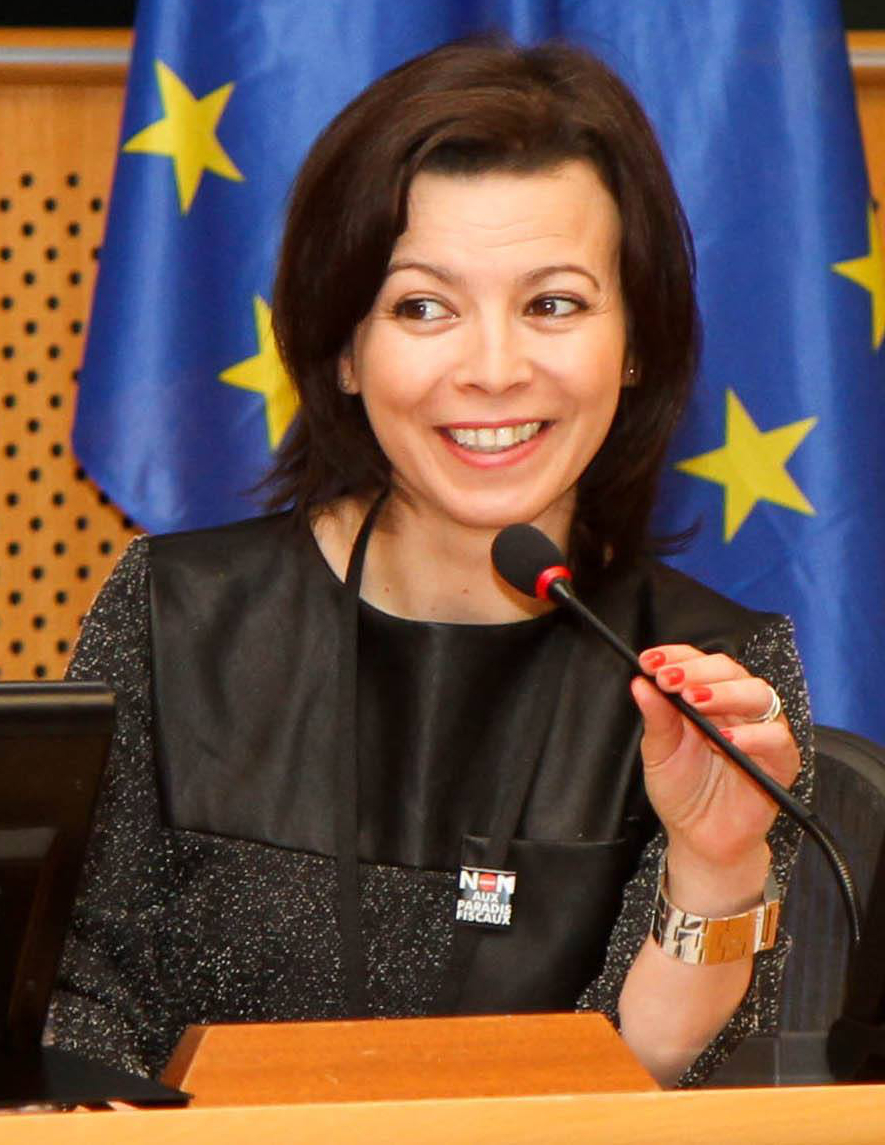
Liliana Rodrigues (2015)

Liliana Maria Gonçalves Rodrigues de Góis (* 13. April 1973 in Funchal, Madeira) ist eine portugiesische Geisteswissenschaftlerin und Politikerin (PS). Von 2014 bis 2019 war sie Europaabgeordnete für Portugal.

## Leben
Góis studierte bis 1996 Philosophie an der Neuen Universität Lissabon, wo sie sich im Bereich der Erziehungswissenschaften auch 2008 habilitierte. Bereits während ihres Studiums arbeitete sie von 1998 bis 2004 als Philosophielehrerin an Sekundarschulen. Nach ihrem Studium arbeitete sie zunächst als Assistentin an der Universität Madeira, später als Dozentin. An der Universität leitete sie den Studiengang der Erziehungswissenschaften und war auch in zahlreichen universitären Gremien vertreten.
Seit 2011 ist sie Vorsitzende des Laboratório de Ideias da Madeira. Außerdem ist sie aktives Mitglied in den Organisationen Madeira Animal Welfare und Associação Presença Feminina. 

## Partei
Für die Europawahlen 2014 nominierte die Sozialistische Partei (PS) Rodrigues de Góis auf den achten Listenplatz. Die Partei errang 31,46 Prozent und damit acht Listenplätze. Rodrigues de Góis war damit neben Cláudia Monteiro de Aguiar (PSD) die Vertreterin Madeiras im Europaparlament. Rodrigues trat wie ihre Kolleginnen und Kollegen der PS der S&D-Fraktion bei. Für ihre Fraktion war sie in der 8. Wahlperiode (2014–2019) Mitglied im Ausschuss für regionale Entwicklung und im Ausschuss für die Rechte der Frau und die Gleichstellung der Geschlechter. Des Weiteren war sie stellvertretendes Mitglied im Ausschuss für Kultur und Bildung und im Unterausschuss Menschenrechte.
Nach internen Streitigkeiten der PS Madeira nominierte diese nicht Rodrigues, sondern die Jungpolitikerin Sara Cerdas für die Europawahl 2019. Damit trat Rodrigues nicht mehr an und schied aus dem Parlament aus.